# Los Mercenarios (historieta de Carrillo)
Los Mercenarios es una serie de aventuras desarrollada a partir de 1974 por el autor español Carrillo (seudónimo de Antonio Pérez García).

## Trayectoria editorial
La serie permaneció inédita en España hasta que en 1984 editorial Bruguera comenzó a publicarla en sus revistas "Super Mortadelo" y "Super Sacarino".
En marzo de 2012, Editores de Tebeos lanzó un recopilatorio integral de la obra.

## Episodios
La serie consta de 12 episodios:
| Título                         | Revista | Fecha de publicación |
| ------------------------------ | ------- | -------------------- |
| «La liga Ruysdaal»             | —       | —                    |
| Argumento:                     |         |                      |
| «La Pantera Amarilla»          | —       | —                    |
| Argumento:                     |         |                      |
| «Alí-Far y el barón negro»     | —       | —                    |
| Argumento:                     |         |                      |
| «Vuelve “la Pantera Amarilla”» | —       | —                    |
| Argumento:                     |         |                      |
| «El dragón rojo de Laham»      | —       | —                    |
| Argumento:                     |         |                      |
| «Un reyezuelo de Sumatra»      | —       | —                    |
| Argumento:                     |         |                      |
| «El tesoro de mister Stoker»   | —       | —                    |
| Argumento:                     |         |                      |
| «El hijo del pirata»           | —       | —                    |
| Argumento:                     |         |                      |
| «Dakoi»                        | —       | —                    |
| Argumento:                     |         |                      |
| «La isla maldita»              | —       | —                    |
| Argumento:                     |         |                      |
| «La pantera negra»             | —       | —                    |
| Argumento:                     |         |                      |
| «El rapto de Eddy»             | —       | —                    |
| Argumento:                     |         |                      |